# Passiflora loefgrenii
Passiflora loefgrenii là một loài thực vật có hoa trong họ Lạc tiên. Loài này được Vitta mô tả khoa học đầu tiên năm 1997.